# Trận Prey Veng
Trận Prey Veng là một phần chiến dịch quân sự của lực lượng phối hợp Quân lực Việt Nam Cộng hòa và Quân lực Quốc gia Khmer trong Chiến tranh Việt Nam tại Campuchia, diễn ra ở Prey Veng vào ngày 15 tháng 6 năm 1970, nơi liên quân Việt-Miên chiến đấu với Quân đội Nhân dân Việt Nam và Quân Giải phóng miền Nam. Trận đánh kết thúc với chiến thắng của Việt Nam Cộng hòa và Cộng hòa Khmer.